# Jonas Beha Erichsen
Jonas Beha Erichsen (født 1971) er en dansk journalist.
Erichsen, der er student fra Rysensteen Gymnasium 1990, blev journalist fra Danmarks Journalisthøjskole 1997, og var 1997-2000 studievært på Strax på P3, DR. Senere har han været udviklingschef på Strix Television 2001-09 og indehaver af virksomheden Wham Bam! Han var vært på tv-programmet "Projekt: Kærlighed" (DR HD, 2011). Jonas er fætter til tv-værten mv. Mikkel Beha Erichsen, idet Jonas' mor er søster til Troels Kløvedal; Mikkel Beha Erichsens far.
Erichsen er efter al sandsynlighed ophavsmanden til ordet halalhippie.